# Vincenzo Navarro
Pour les articles homonymes, voir Vincenzo Navarro.
Vincenzo Navarro (Ribera, 22 juin 1800 - Sambuca di Sicilia, 5 août 1867) est un poète italien et un personnage sicilien.

## Biographie
Médecin et homme de lettres talentueux, il est né à Ribera le 22 juin 1800, d'Emanuele et Domenica Turano, une famille aisée de l'époque. En raison de sa mauvaise santé, il passe la période de son enfance contraint de séjourner dans différentes villes proches de Ribera, comme Sciacca, Caltabellotta et Burgio. À l'âge de 16 ans, il s'installe à Girgenti (aujourd'hui Agrigente), où il poursuit ses études au séminaire. Il commence des études de droit à l'université de Palerme, mais sous la pression de son père, il s'oriente vers la médecine et obtient son diplôme en 1823.
Au début de sa vingtaine, il publie deux petits volumes de poèmes, dans lesquels transparaissent tous ses sentiments et son grand désir de communiquer. Il est très apprécié à Ribera et dans ses environs pour ses idéaux patriotiques et son cœur bon et sensible, ainsi que pour sa formation médicale, qui lui permet d'obtenir des guérisons considérées comme surprenantes et miraculeuses. Cependant, il ne manque pas de personnes qui lui sont hostiles avec des calomnies irrespectueuses.
À Sciacca, il écrit un poème sur le mont Kronio et une tragédie basée sur le célèbre "cas de Sciacca", intitulée "Giacomo Perollo". Parmi les autres publications qu'il a offertes à la ville thermale, citons : "La Vergine del soccorso" (la Vierge du secours) et un poème sur le "Nuovo vulcano sottomarino" (Nouveau volcan sous-marin). Il se marie à Sambuca di Sicilia et poursuit son activité littéraire, en l'alternant avec sa profession de médecin. Il a également écrit les "Primi idilli di caccia" (Premières idylles de chasse), "I sepolcri della Villa Giulia" (Les sépulcres de la Villa Giulia) et "Giovanni da Procida" (Giovanni da Procida), qui sont largement salués par la critique à l'époque. En 1837, il subit un grave malheur, avec la mort d'une jeune fille, due au choléra, qui s'est propagé de Palerme à plusieurs régions de Sicile.
Il publie ses œuvres, écrites entre 1844 et 1859, dans la ville de Palerme, sous le titre "Poèmes et prose du Dr Vincenzo Navarro da Ribera". Entre septembre et octobre 1856, il publie son ouvrage le plus connu, "Intorno a Ribera, Parole", qui est non seulement une première histoire de Ribera depuis ses origines, mais aussi une dénonciation claire des conditions sanitaires et économiques de la ville. Le même volume contient également une tentative claire d'éliminer les rizières de la Valle di Verdura, qui étaient la cause de nombreux décès car elles provoquent la malaria. Cet effort, qui dure plusieurs années, est finalement couronné de succès, puisque, avec le consentement des masses populaires, Navarro réussit à les faire disparaître, créant ainsi les conditions pour d'autres cultures plus rentables. Réconforté par sa famille et ses nombreux amis, il meurt à Sambuca di Sicilia le 5 août 1867.

## Œuvres
- (it) Poesie, 1823.
- (it) Sulla Venere Siracusana, Ode, 1826, Palerme.
- (it) Un tributo al merito, Versi, 1830, Palerme.
- (it) In morte di Giuseppe Marco Calvino da Trapani, Ode, 1834, Palerme.
- (it) Alcune Prose, 1841, Palerme.
- (it) Poesie Sacre Popolari, 1842, Palerme.
- (it) Opere e prose del dottor Vincenzo Navarro da Ribera, 1844-1859, Palerme, Tipographie de Bernardo Virzì.
- (it) Per Napoleone, Versi, 1845, Palerme.
- (it) Navarro in Palermo nel 1846, Versi, 1846, Palerme.
- (it) Al Padre Settecasi, Versi, 1847, Palerme.
- (it) Nella Vergine della Rocca di Alfonso Giglio, Versi, 1847, Palerme.
- (it) Per le risaje, parole e reclamo, 1848, Palerme.
- (it) Intorno a Ribera, Parole, 1856.
- (it) Il Garibaldi, Poema, 1860, Palerme, Typographie Fratelli Pedone Lauriel.
- (it) A Francesco Crispi Segretario di Stato. Canto del Dott. Vincenzo Navarro, 1860, Palerme, Les travaux d'impression de Francesco Lao. URL consulté le 6 mars 2011.
- (it) L'apocalissi politica, 1863.

## Note
1. 1 2  Passano, 1868, page 216.
2. 1 2  Passano, 1868, page 217

## Source
- (it) Cet article est partiellement ou en totalité issu de l’article de Wikipédia en italien intitulé « Vincenzo Navarro » (voir la liste des auteurs).